# Miserita
La miserita és un mineral de la classe dels silicats. Rep el nom en honor del doctor Hugh Dinsmore Miser (Pea Ridge, Arkansas, EUA, 18 de desembre de 1884 - Washington, DC, EUA, 1 d'agost de 1969), geòleg del U.S. Geological Survey. Abans d'anomenava, de manera inadecuada, natroxonotlita.

## Característiques
La miserita és un silicat de fórmula química K1.5-x(Ca,Y,REE)₅(Si₆O15)(Si₂O₇)(OH,F)₂·yH₂O. Cristal·litza en el sistema triclínic. La seva duresa a l'escala de Mohs es troba entre 5,5 i 6.
Segons la classificació de Nickel-Strunz, la miserita pertany a «09.DG - Inosilicats amb 3 cadenes senzilles i múltiples periòdiques» juntament amb els següents minerals: bustamita, ferrobustamita, pectolita, serandita, wol·lastonita, wol·lastonita-1A, cascandita, plombierita, clinotobermorita, riversideïta, tobermorita, foshagita, jennita, paraumbita, umbita, sørensenita, xonotlita, hil·lebrandita, zorita, chivruaïta, haineaultita, epididimita, eudidimita, elpidita, fenaksita, litidionita, manaksita, tinaksita, tokkoïta, senkevichita, canasita, fluorcanasita, frankamenita, charoïta, yuksporita i eveslogita.

## Formació i jaciments
Va ser descoberta a la mina Union Carbide, a Wilson Springs, dins el comtat de Garland (Arkansas, Estats Units). També ha estat descrita en altres indrets dels Estats Units, el Canadà, el Kirguizstan, Rússia i el Tadjikistan.